# 錯枝
錯枝（さくし）は、中国の戦国時代の越の君主。

## 略歴
越の太子諸咎の子として生まれた。越王翳36年（紀元前375年）7月、越王翳が諸咎に殺害された。10月、越の人が諸咎と越滑を殺害した。呉の人が錯枝を越王として擁立した。錯枝元年（紀元前374年）、大夫の寺区が越の乱を平定して、無余之を立てた。